# Bitva u Lehnice
Bitva u Lehnice, též bitva na Lehnickém poli, se odehrála mezi slezským, moravským a malopolským rytířstvem a Mongoly zvanými také Tatary 9. dubna 1241 u slezské Lehnice. Křesťanská vojska utrpěla drtivou porážku, vratislavský, krakovský a velkopolský kníže Jindřich II. Pobožný, který vojskům velel, v bitvě zahynul stejně jako padlo fakticky celé rytířstvo.

## Události předcházející bitvě
Po ovládnutí většiny ruských knížectví se mongolská armáda, postupující na západ, rozdělila do dvou proudů. Hlavní vojsko, zhruba 50 tisíc bojovníků, vedené Bátúem a Sübutejem směřovalo za Polovci, prchajícími z jihoruských stepí, které mongolští náčelníci považovali za své poddané, do Sedmihradska, Moldavska a Uher. Menší část, asi 10 tisíc bojovníků, vpadla pod velením Khadana, syna velikého chána Ögedeje a dalších náčelníků z Čingischánova rodu začátkem března 1241 do Malopolska a Slezska, aby jim zajistila týl, případně získala informace o tamějších poměrech.
Brzy byly dobyty Sandoměř a Krakov. Další porážku utrpěli Poláci v bitvě u Chmielnik. Mongolové poté oblehli Vratislav, kterou se jim však dobýt nedařilo. Vratislavský, velkopolský a krakovský kníže Jindřich II. Pobožný sebral vojsko a vyrazil proti Mongolům. Nevyčkal však na příchod svého švagra Václava I., který mu spěchal se svým vojskem na pomoc. Mongolové, kteří měli zprávy od zvědů o postupu českého krále, nechtěli dopustit spojení křesťanských armád. Proto zanechali obléhání a vyjeli naproti polskému vojsku.

## Bitva
Jindřich rozdělil své síly na 5 částí (čtyři oddíly a jeden hlavní houf v rezervě):
- první oddíl (Moravany, templáře, slezské rytíře a bavorské havíře) vedl Boleslav, syn Přemyslovce Děpolta III.;
- Poláky (malopolské rytíře) vedl Sulislav z Krakova, bratr již padlého krakovského purkmistra;
- Horní Slezany vedl Měšek II. Tlustý, kníže opolský a ratibořský;
- kníže Jindřich II. Pobožný vedl Slezany a Poláky (velkopolské rytíře).

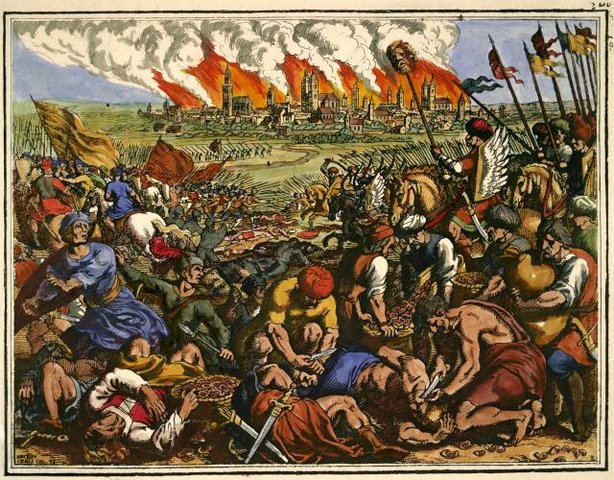
Bitva u Lehnice z roku 1630, Matthäus Merian

Slezská jízda zaútočila na lehkou mongolskou jízdu. Slezané byli odraženi. Poté zaútočil Měšek a Sulislav. Mongolové použili svou oblíbenou a mnohokrát již osvědčenou taktiku. Lehká jízda začala předstírat ústup. Nato se křesťanští jezdci vydali k jejich pronásledování. Lehká mongolská jízda se obrátila a napadla rytíře z boku, těžká pak zaútočila přímo. Před tím ještě skvělí tatarští lučištníci zasypali polské jezdce šípy. Měšek stáhl své jezdce z bojů. To vedlo Jindřicha k zapojení jeho vojáků do bitvy. Mongolové svou taktikou dokázali oddělit evropské jezdce od pěchoty. Lučištníci nebyli proti brnění rytířů příliš efektivní, proto stříleli do jejich koní. Těžká mongolská jízda pak neměla větší problém a těžkopádné obrněnce na zemi masakrovala. Jindřich, Sulislav a Boleslav Děpoltic v bojích padli. Mongolové v boji proti rytířům použili v této bitvě poprvé na evropské půdě střelný prach, snad ve formě primitivních raket, ukořistěných v Číně. Píše o tom kronikář Jan Dlugosz, podle něhož Mongolové přinesli na bojiště „ohavnou dračí hlavu“, která vypouštěla z tlamy ohnivé jazyky a dusivý, odporně páchnoucí dým.

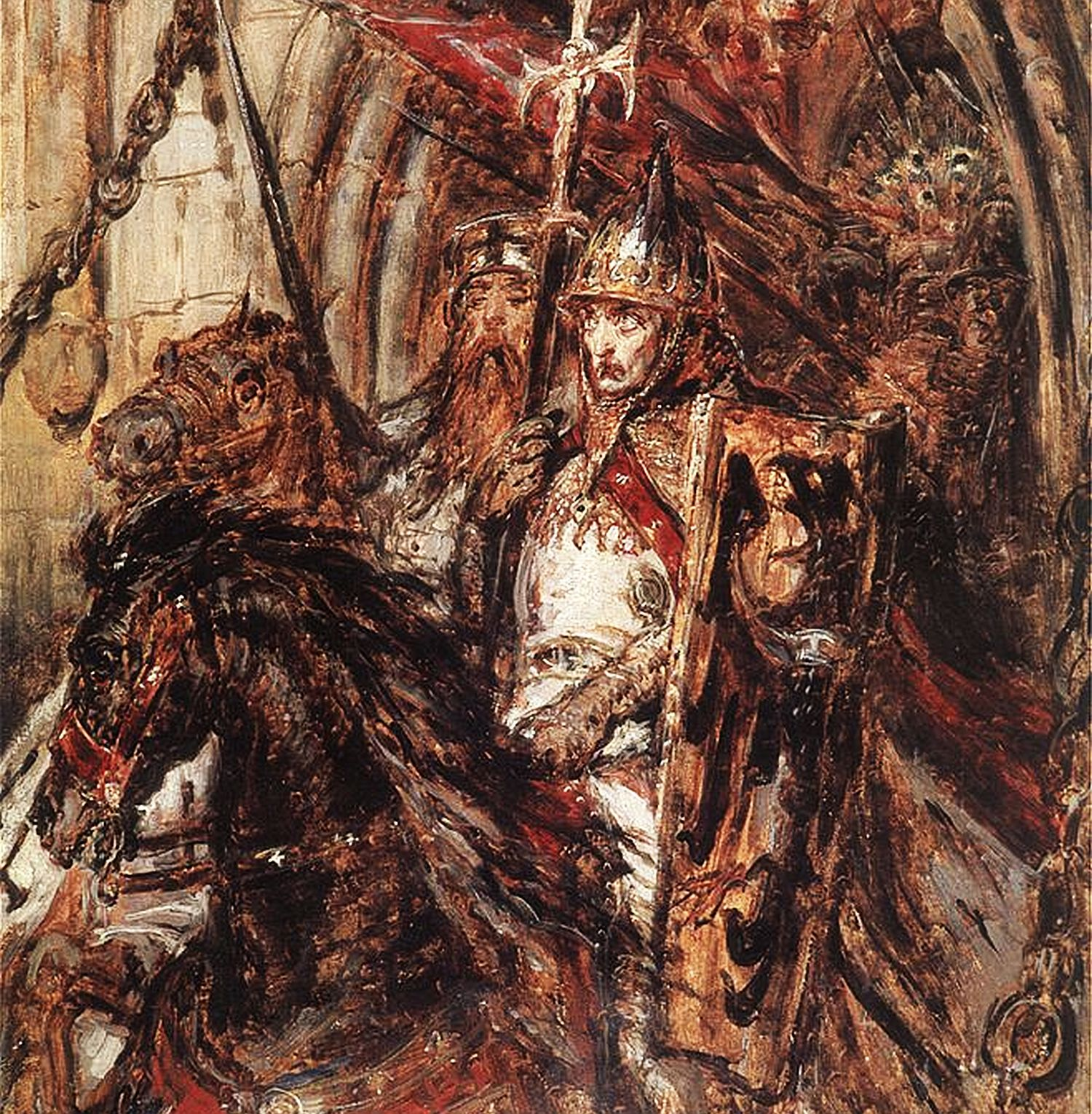
Výjezd Jindřicha II. Pobožného u Lehnice (Jan Matejko).

České oddíly, které spěchaly na pomoc, již nestačily do bitvy zasáhnout. Václavovi I. se však podařilo zastavit Mongoly v Kladsku. Zabránil jim vtrhnout do Čech a obrátil ničivý proud k jihu. Ten protáhl Moravou a spojil se s Bátúovými hordami, které operovaly v Uhrách. Opevněná místa v Horním Slezsku a na Moravě, zejména Opava a Olomouc, nebyla dobyta, avšak kraj byl zpustošen. Dalimilova kronika zmiňuje krátké obléhání Olomouce a naznačuje ho i archeologický průzkum.
Mongolové však obléhání zřejmě po několika dnech vzdali a odtáhli. Pověsti o velké bitvě Čechů a Moravanů s Mongoly u Olomouce jsou proto nepodložené. Také příběh o obléhání Hostýna a zázračné porážce tatarského vojska za přispění Panny Marie byl do doby mongolského vpádu v 13. století situován až dodatečně.[zdroj?]

## Důsledky

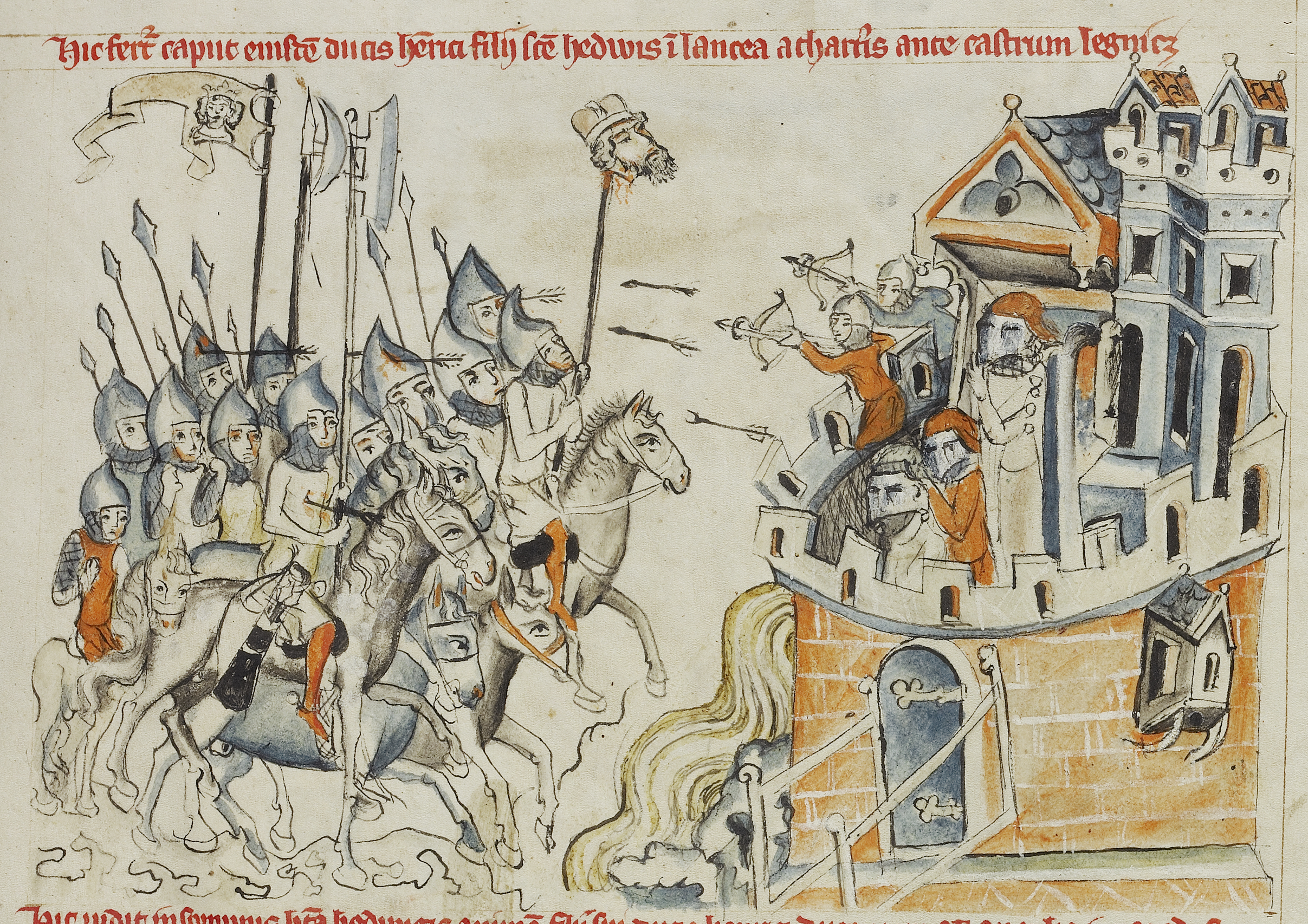
Tataři s Jindřichovou hlavou před lehnickým hradem

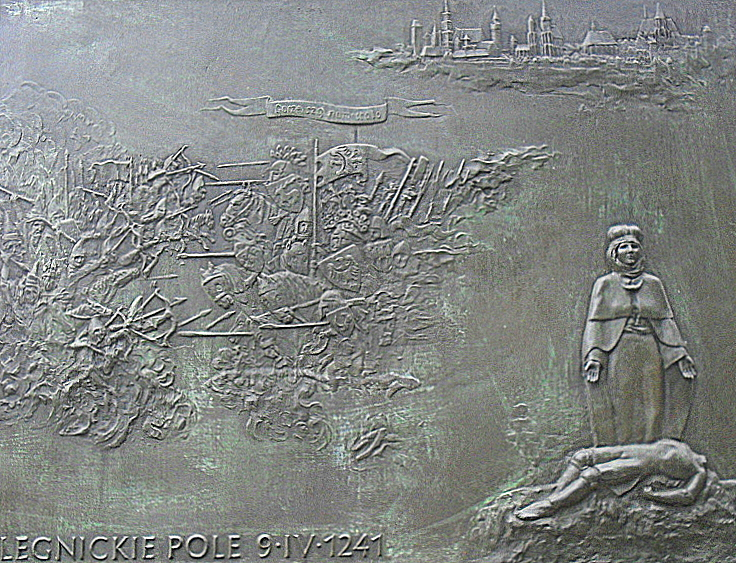
Reliéf na soklu pomníku papeže Jana Pavla II. před katedrálou v Lehnici

Po bitvě u Lehnice zůstaly rozsáhlé oblasti v jižním Polsku mnoho let zpustošené a vylidněné. Rozpadla se „monarchie slezských Jindřichů“ a ve Slezsku vznikla řada drobných knížectví. V důsledku slibného ekonomického rozvoje se tato země stále více orientovala na politicky konsolidovaný český stát. Polské země nebyly Mongoly podrobeny jako například ruská knížectví, ničivý mongolský vpád však zažily do konce 13. století ještě dvakrát, poprvé v roce 1259 a poté ještě roku 1287.

## Odraz v kultuře a literatuře
Bitvu u Lehnice v krásné literatuře zpracovává kniha polské spisovatelky Zofie Kossakové Lehnické pole.